# Plants of New South Wales
Plants of New South Wales (abreviado Pl. N.S. Wales) fue una revista ilustrada con descripciones botánicas que fue editada por, Will A. Dixon. Fue publicada en el año 1906, con el nombre de Plants of New South Wales. An Analytical key to the Flowering Plants (Except Grasses and Rushes) and Ferns of the State, Set Out in an Original Method, with an Up-to-date List of Native and Introduced Flora. Sydney.